# اوا برمز
اوا برمز (انگلیسی: Eva Brems؛ زادهٔ ۱۹۶۹) استاد دانشگاه، سیاست‌مدار و فعال حقوق بشر اهل بلژیک است. او پروفسور ارشد حقوق بشر و قانون غیر غربی در دانشگاه خنت است. برمز علاوه بر فعالیت‌های تحصیلی، فعال سیاسی نیز می‌باشد. از سال ۲۰۰۶ تا ۲۰۱۰، او رئیس بخش زبان فلامان عفو بین‌الملل بود. او در بهار سال ۲۰۱۰ نامزدی خود را در انتخابات سال ۲۰۱۰ بلژیک برای مجلس نمایندگان اعلام کرد. اوا تا سال ۲۰۱۴ نماینده ناحیه اداری لوان از حزب محیط زیست‌گرایی بود.

## تحصیلات
برمز به عنوان دانشجوی حقوق (۱۹۸۷–۱۹۸۹) در دانشگاه نمور و پس از فارغ‌التحصیلی از حقوق (۱۹۸۹–۱۹۹۲) در دانشگاه کاتولیک لون تحصیل کرد. در ترم اول سال آخر تحصیل وی در این دانشگاه، او در برنامه ای برای تبادل دانشجویان با هدف ادامه تحصیل در دانشگاه بولونیا در ایتالیا شرکت کرد. پس از آن، او در مدرسه حقوق هاروارد در همکاری با ون واینبرگ در بنیاد آموزشی آمریکایی بلژیکی مشغول به تحصیل شد و در سال ۱۹۹۴–۱۹۹۵ موفق به کسب کارشناسی ارشد حقوق شد. پس از آن، برمز دکترای خود را در دانشگاه کاتولیک لون با پایان‌نامه ای با عنوان «حقوق بشر: جهانی و تنوع» (۱۹۹۹) تکمیل کرد. علاوه بر این، او چندین دوره را به زبانهای ایتالیایی، عربی و آلمانی گذراند.

## فعالیت حرفه‌ای
از سال ۱۹۹۲ تا ۱۹۹۴، برمز در دانشکده حقوق دانشگاه کاتولیک لون بود، جایی که او در پروژه «حفاظت مدنی و حقوقی» شرکت داشت. بین سال‌های ۱۹۹۹ و ۲۰۰۱ او به عنوان دستیار آکادمیک در قانون اساسی در همان دانشگاه کار کرد و همچنین به تدریس حقوق اساسی و قوانین اداری در دانشگاه ماستریخت (۱۹۹۹–۲۰۰۰) پرداخت. از سال ۲۰۰۰ اوا برمز شروع به تدریس در دانشگاه گنت در رسته حقوق بشر، جنسیت و حقوق، و حقوق و اسلام، کرد.
برمز علاوه بر تلاش‌های علمی اش، عضو هیئت مدیره ورمن، یک سازمان فلامان برای آموزش حقوق بشر و همچنین سردبیر مجله حقوق بشر از سال ۲۰۰۳ می‌باشد. او رئیس بخش فلامان عفو بین‌الملل از سال ۲۰۰۶ تا آوریل ۲۰۱۰ نیز بود.
برمز در سال ۲۰۰۷ در یک مسابقه تلویزیونی معروف فلامان بعنوان «باهوش‌ترین انسان در جهان» شرکت کرد. او در این مسابقه نفر سوم شد. او بار دیگر در سال ۲۰۱۰ تا ۲۰۱۱ در این مسابقه با قهرمانهای سابق مسابقه شرکت کرد و مجدداً نفر سوم شد و همچنین رکوردار بیشترین امتیاز توسط یک زن را از آن خود کرد.
او در بهار سال ۲۰۱۰ نامزدی خود را در انتخابات سال ۲۰۱۰ بلژیک برای مجلس نمایندگان اعلام کرد و یک کرسی در مجلس نمایندگان بلژیک به دست آورد.
در سال ۲۰۱۳، او تصمیم گرفت مجدداً در انتخابات فدرال بلژیک در سال ۲۰۱۴ شرکت نکند.